# Billy Henderson
Billy Henderson (ur. 9 sierpnia 1939 w Indianapolis, zm. 2 lutego 2007 w Daytona Beach) – amerykański wokalista związany z soulową formacją The Spinners.
W The Spinners, występował od początku istnienia zespołu w 1954 r. i to właśnie z tą formacją osiągnął największą popularność, lansując takie przeboje jak : „I'll Be Around", "Then Came You", oraz „Could It Be I'm Falling In Love " za który otrzymali 6 nominacji do nagrody Grammy.
Z zespołu został usunięty w 2004 r., po konflikcie z menadżerem, którego pozwał do sądu.
Zmarł 2 lutego 2007 r., przyczyną śmierci były powikłania związane z chorobą cukrzycową, na którą cierpiał muzyk.